# Lachon hara

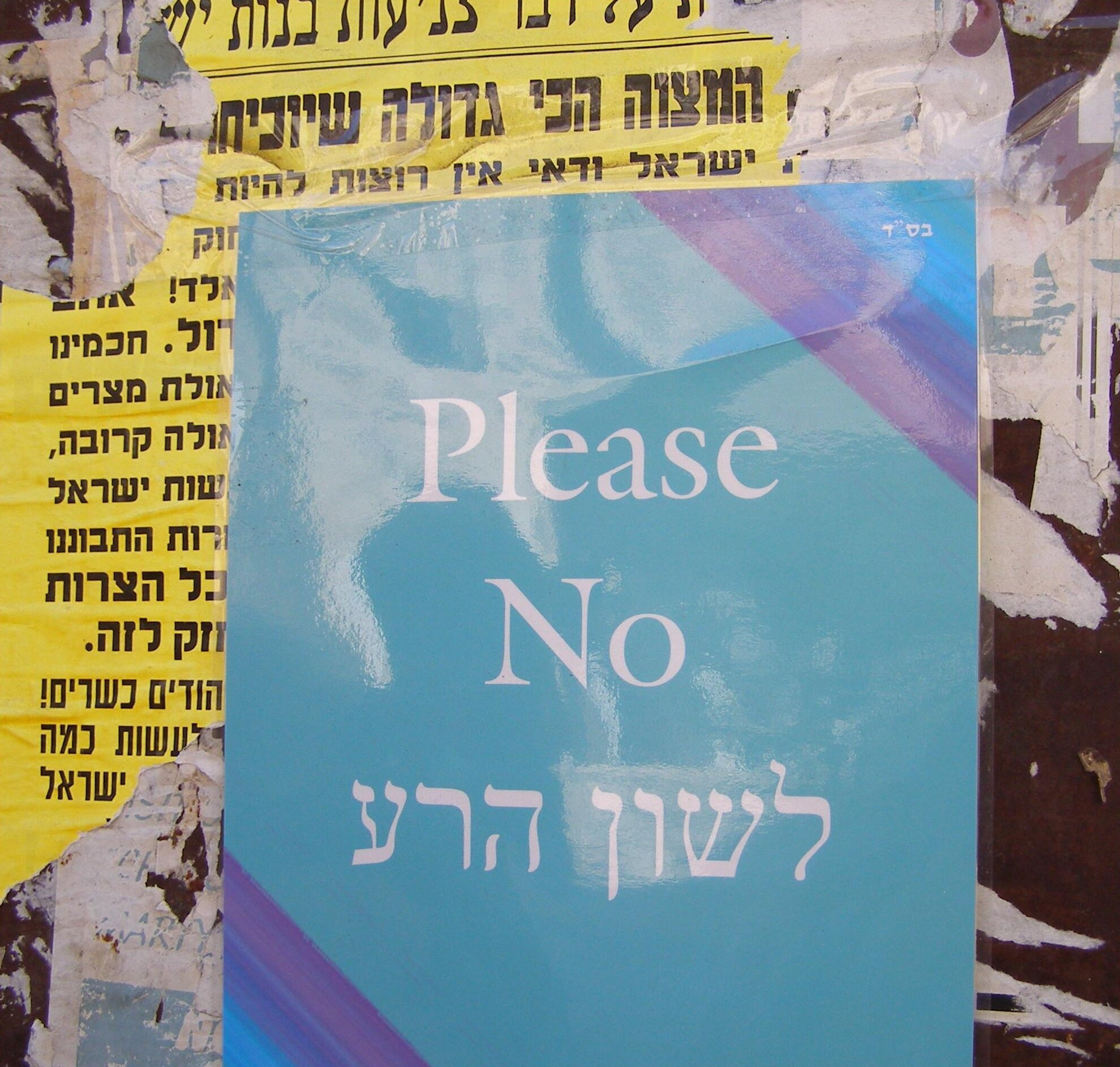
Affiche sur laquelle est écrit moitié en anglais et moitié en hébreu : s'il vous plait, pas de médisance. (Jérusalem, Quartier de Méa Shéarim)

Le lachon hara (hébreu לשון הרע), « langage du mal », ou lochon hora selon la transcription française de la prononciation ashkénaze) est un péché particulièrement honni dans le judaïsme, tant dans la Bible hébraïque que dans la littérature rabbinique. 
Il regroupe la calomnie (motze chem ra), le faux témoignage, la médisance et, de façon générale, toute parole pouvant causer du tort à autrui, y compris celles prononcées lors de conversations légères, de façon non délibérée. 

## Lelachon haradans la Bible
Cette interdiction se fonde sur un extrait du Lévitique qui enseigne que « Tu ne répandras point de calomnies parmi ton peuple ».

## Pécher par la langue
Un propos est considéré comme lashon hara - quel qu'en soit le vecteur - quand il est vrai, expose en public une chose négative qui n'était pas encore connue sur une personne, et n'a pas pour but de corriger ou d'améliorer une situation négative.
À la différence du lashon hara, le motze chem ra – la calomnie ou la diffamation – est fait de fausses observations et est considéré comme un péché plus grave encore. Un péché de langage moins important est le rekhilut qui consiste à raconter par le menu la vie de quelqu'un.

### Faute importante
Le lashon hara est considéré comme une faute importante car, à la différence d'un autre péché, le mal fait par la langue ne peut être réparé. 
Certains commentateurs font du lashon hara l'expression du Mal absolu, une faute plus importante encore que les trois fautes que la Torah considère comme capitales, le meurtre, l'idolâtrie et la débauche, et destine son auteur à la géhenne. Ainsi, Maharal affirme qu'il n'y a pas de pardon divin possible ni de place dans le monde futur pour celui qui s'en rend coupable car la parole synthétise les trois attributs humains - l'intelligence (sechel), le corps (gouf) et l'âme (nefesh) - et le langage médisant, attentant à la spécificité propre de la personne, la dégrade. Plus encore, Maharal affirme que le lashon hara équivaut à ne pas reconnaître l'existence de Dieu.
Certains expliquent, comme Maïmonide, qu'outre la victime, la calomnie atteint non seulement son auteur mais aussi celui qui prête foi à ces propos plutôt que de les ignorer puisque sans lui la médisance ne pourrait se répandre.
Le rabbin Israël Meïr Kagan lui a donné un relief particulier, l'associant à la « haine gratuite » responsable, selon le Talmud, de la destruction du Second Temple de Jérusalem en 70.

## Sources
- Monique Schönberg, La parole destructrice, sur le site HebreuNet, article en ligne
- (en)  Cet article contient des extraits de l'article « SLANDER » par Wilhelm Bacher & Judah David Eisenstein  et l'article « CALUMNY » par Kaufmann Kohler & S. Schulman de la Jewish Encyclopedia de 1901–1906 dont le contenu se trouve dans le domaine public.